# Second display

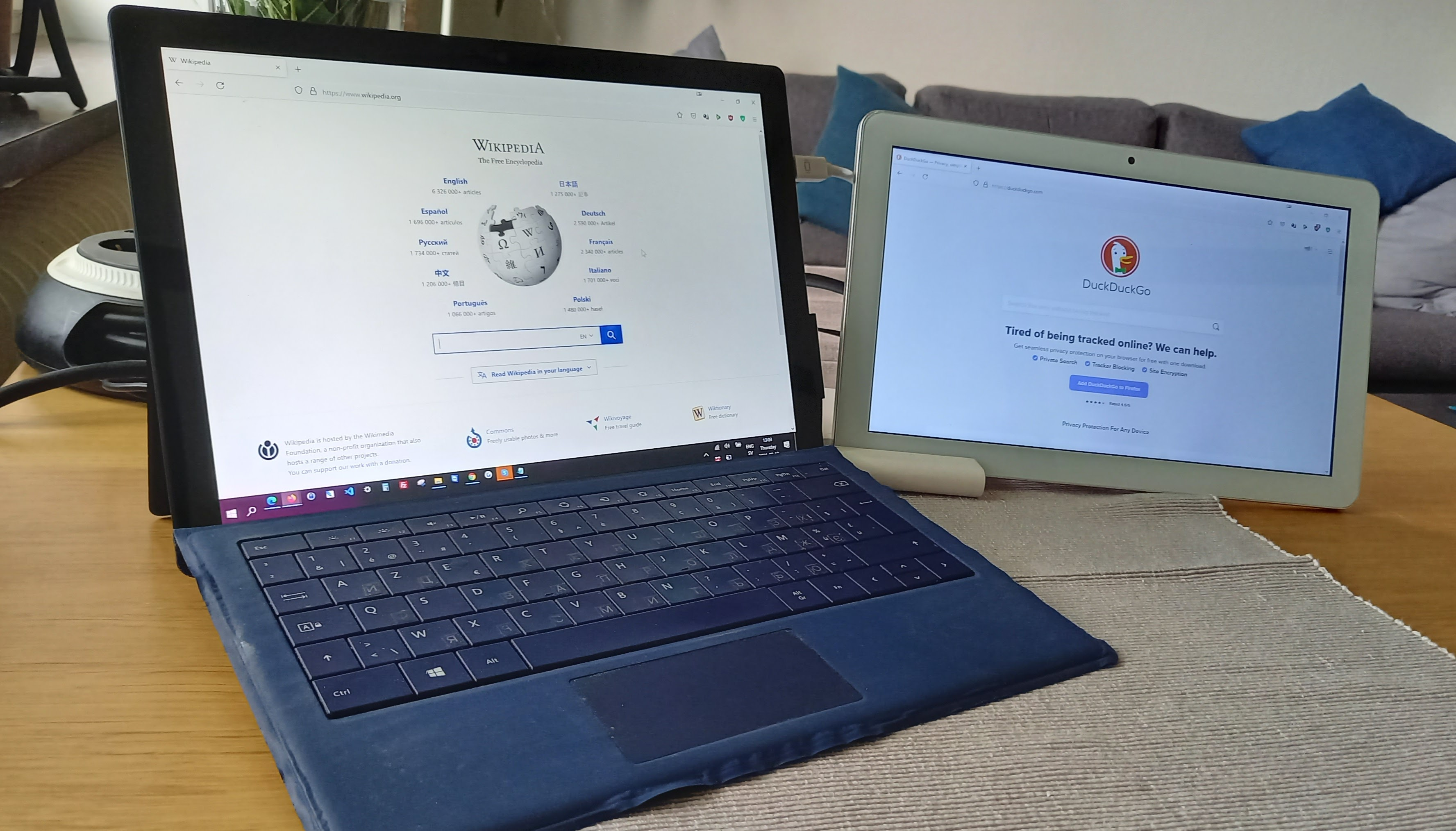
Bärbar dator med en second display

Second display eller second displays är en ny term och bransch som växt fram där man utökar en dator med en ytterligare bildskärm. Det kan t ex vara en mjukvarulösning där man omvandlar en fristående tablet (iOS / Android) till en second display. . Termen second display används oftast i engelsk media och det finns en uppsjö av sätt att koppla in en second display. 
Termen second display återkommer också i svensk press där t ex branschtidningen Dagens Handel uppmärksammade företaget ID24 som erbjuder second display lösningar som gjorde en undersökning bland detaljhandelsföretag. 
Under 2017 försökte LG utan framgång få upphovsrätten till termen "second display", vilket innebär att den är tillgänglig för alla att använda fritt.

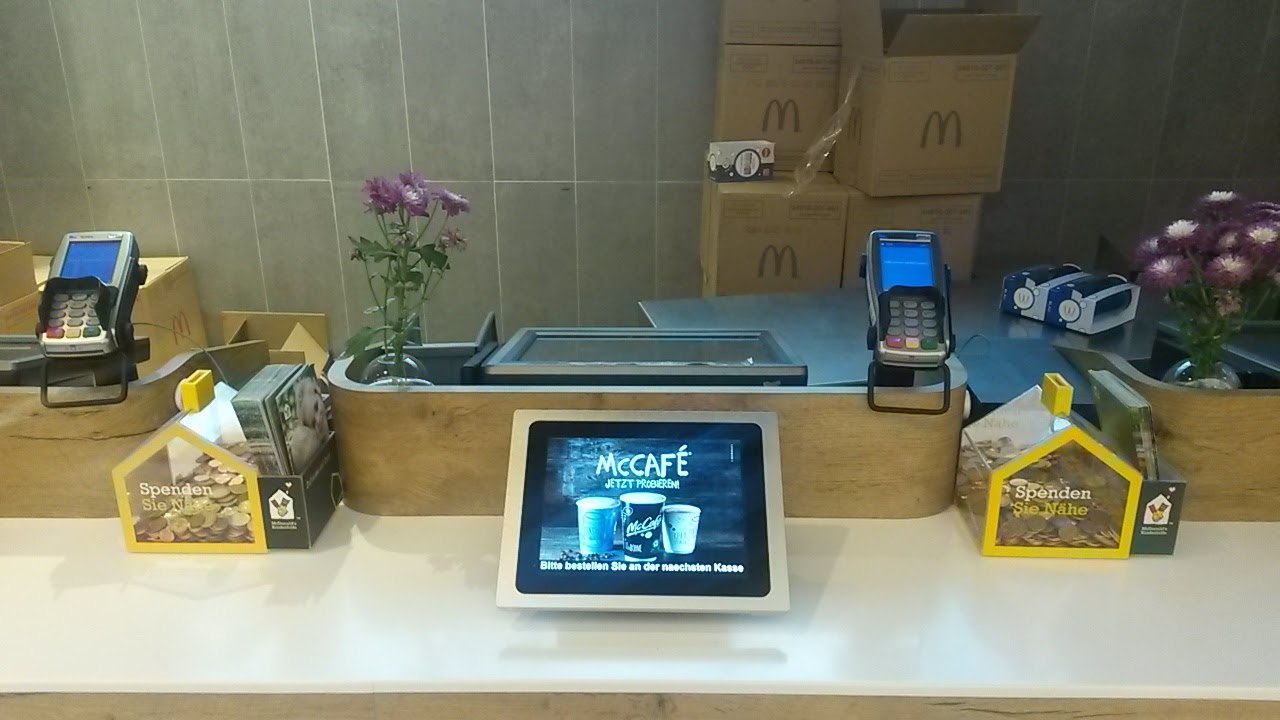
Second display på McCafé

Second  display ökar det tillgängliga området för att visa bilder, text- eller videomeddelanden och kan tillhandahålla en skärm som tillåter människa–datorinteraktion.  Second displays har en mängd olika användningsområden, till exempel: tillåter användning av flera applikationer, kundinteraktion i butiker och digital skyltning. 
I många butiker idag finns en kassa med två skärmar, en mot kassapersonalen och en second display vänd mot kunden. Dagens second displays har utvecklats från en personlig datorskärm med flera skärmar till att ha flera tekniska funktioner som en pekskärm, webbkamera eller även en streckkodsläsare i butiker. 